# Disney Publishing Worldwide
Disney Publishing Worldwide (DPW), anteriormente conhecida como The Disney Publishing Group e Buena Vista Publishing Group, é a subsidiária editorial da Disney Experiences, uma subsidiária da The Walt Disney Company. Suas marcas incluem Disney Editions, Disney Press, Kingswell, Freeform e Hyperion Books for Children. Possui centros criativos em Glendale, Califórnia, e em Milão, Itália.

## História
Em 1990, a Disney Consumer Products descontinuou sua licença para Topolino, uma revista italiana do Mickey Mouse. Isso levou Michael Lynton, o diretor de desenvolvimento de negócios de produtos de consumo da Disney, a iniciar sua própria Magazine Group com a Disney Adventures. Através da Walt Disney Publications, Inc., a Disney Publishing lançou a Disney Comics nos Estados Unidos. Nesse mesmo ano, a Disney começou a publicar a Disney Adventures. Em 1991, a Disney Publishing comprou a revista Discover da Family Media, colocando-a dentro de sua Magazine Group e comprou a FamilyFun Magazine após sua segunda edição de Jake Winebaum.

### Incorporada
A Disney Publishing Group (DPG) foi incorporada em janeiro de 1992, e incluía os já formados Hyperion Books, Hyperion Books for Children, Disney Press e suas unidades.
Em 1994, a DPG lançou as divisões Mouse Works e Fun Works em fevereiro e novembro, respectivamente, para publicar livros infantis interativos. Em abril, o Magazine Group concordou com a Ziff-Davis Publishing Company para uma publicação de joint venture, Family PC, a ser lançada em setembro. Em junho, Lynton deixou seu cargo de vice-presidente sênior da DPG para se tornar presidente da Hollywood Pictures da Disney.
Em março de 1995, com o mercado lotado de livros da Disney, a DPG fundiu a Hyperion Books for Children com as unidades da Disney Press. Em agosto, a Disney Magazine Publishing foi reorganizada em três divisões, cada uma liderada por um vice-presidente/editor de grupo: Disney Family Magazines, Disney Kids Magazines e Disney Special Interest Magazines. Esperava-se que a Family Magazines e a Special Interest Magazines adquirissem publicações adicionais além de seus títulos individuais, Family Fun e Discover, respectivamente. A editora da Special Interest Magazines recebeu a responsabilidade pelo programa de TV do Discovery Channel, Discover Magazine. As revistas infantis incluíram o recém-desenvolvido suplemento de jornal semanal Big Time para ter um lançamento no outono de 1996. O presidente da revista, Jake Winebaum, foi transferido para chefiar a Disney Online. Em 11 de maio de 1998, a Disney Publishing foi renomeada como Buena Vista Publishing Group.

### Disney Publishing Worldwide
Em abril de 1999, a Buena Vista Publishing Group mudou seu nome para Disney Publishing Worldwide, Inc. (DPW) com a Hyperion Books transferida para a ABC Television Group da Disney.
A Disney Publishing lançou sua primeira história em quadrinhos original, W.I.T.C.H., em 2001. Foi um sucesso, vendendo um milhão de cópias por mês até agosto de 2004, e foi adaptado para uma série animada. Em meados de 2001, a DPW e a Baby Einstein (que a Disney adquiriu no final daquele ano) concordaram em publicar uma linha de livros para bebês para introduzir arte, línguas estrangeiras, poesia e música clássica. A Gemstone Publishing licenciou os direitos de publicação dos quadrinhos Disney da DPW a partir de junho de 2003. Após seu colapso em junho de 2004, a marca registrada e as propriedades CrossGen foram compradas pela divisão de publicação educacional da DPW naquele novembro para seus auxiliares de leitura, com publicações adicionais baseadas em livros da CrossGen.
A franquia Disney Fadas (Disney Faeries) da Disney Consumer Products estreou em setembro de 2005, quando a Disney Publishing revelou o romance Fairy Dust and the Quest for the Egg emparelhado com um mundo virtual. O primeiro livro da série The Kingdom Keepers, baseado nos parques e vilões da Disney, foi lançado em 29 de agosto de 2005.
Em 2005, a Discover Magazine foi vendida para Bob Guccione Jr. e a revista Disney foi fechada. Em fevereiro de 2006, foi lançada a revista Wondertime, focada em mães de crianças de até seis anos. A DPW licenciou a CrossGen para o Checker Publishing Group para reimprimir séries de quadrinhos como edições de brochura comerciais a partir de fevereiro de 2007.
Em fevereiro de 2007, a Disney fundiu suas equipes de vendas e promoção de publicidade e promoção de empresas de televisão, online, rádio e publicação voltadas para crianças e famílias no Disney Media Advertising Sales and Marketing Group, todos supervisionados pelos presidentes da Disney Channels Worldwide, Walt Disney Internet Group e DPW. A DPW cancelou a Disney Adventure com sua edição de novembro de 2007.
Em 2009, a Disney Publishing Worldwide foi organizada em três divisões: Global Book Group, Disney English e Global Magazines com quatro áreas de receita: Global Magazines, Global Books, U.S. Magazines e Disney English.[carece de fontes?] A Disney Publishing lançou o Disney Digital Books em 29 de setembro com quinhentos livros online. Em 2009, a Disney Press lançou Fairest of All: A Tale of the Wicked Queen, o primeiro da série de livros Vilões escrita por Serena Valentino.
Disney Publishing Worldwide (India), uma divisão da Walt Disney Company (India), anunciou um acordo de licenciamento em abril de 2009 com a editora local Junior Diamond para publicar histórias em quadrinhos da Disney, tanto em inglês quanto em hindi. Em 8 de dezembro de 2010, a unidade da DPW na Índia assinou um contrato plurianual com o India Today Group para imprimir e distribuir quadrinhos da Disney na Índia.
Com poucos livros publicados sob o selo, a Marvel Worldwide e a Disney Books Group relançou o selo Marvel Press em 2011 com a linha Marvel Origin Storybooks. Em novembro, a DPW anunciou uma nova publicação, FamilyFun Kids, uma revista bimestral com artesanato infantil, jogos, quebra-cabeças e receitas. Em janeiro de 2012, a DPW concordou em vender a Family Fun Magazine para a Meredith Corporation.
Em setembro de 2012, o escritório de White Plains, em Nova York, foi fechado com a equipe sendo transferida para Glendale menos de 5 anos após a mudança da cidade de Nova York. Cinquenta funcionários de vendas e marketing se mudaram para a cidade de Nova York para se juntar aos editores que permaneceram lá. Em julho de 2012, Andrew Sugerman foi promovido a EVP, Disney Publishing Worldwide e a sede da empresa foi transferida para Glendale, CA, para trabalhar na Disney Consumer Products.
Em janeiro de 2013, a DPW lançou a série de livros Never Girls, uma extensão da franquia Disney Faeries, com a parceira editorial Random House. Com o anúncio da venda da divisão Hyperion Books em junho de 2013, a lista de livros comerciais para adultos da Hyperion foi vendida para o Hachette Book Group. Livros relacionados a propriedades existentes do Disney–ABC Television Group, títulos para jovens adultos e selos e títulos da Disney-Hyperion foram transferidos para a DPW. Em janeiro de 2014, o nome Kingswell foi selecionado como um nome de impressão de espaço reservado para os títulos Hyperion retidos da venda da divisão Hyperion; A Kingwell Avenue era a localização da Disney antes de se mudar para a Hyperion Avenue.
Em novembro de 2013, a Disney Publishing reviveu a Disney Comics como uma marca nos Estados Unidos para publicações esporádicas. A primeira publicação do selo foi a graphic novel Space Mountain, sua primeira graphic novel original, lançada em 7 de maio de 2014.
A Disney Publishing Worldwide transferiu a licença de publicação principal da franquia Disney Fairies para a Little, Brown Books for Young Readers em janeiro de 2014, exceto para a série Never Girls. A DPW anunciou em abril de 2014 que a Del Rey Books publicaria uma nova linha de livros canônicos de Star Wars sob o Lucasfilm Story Group a partir de setembro em uma programação bimestral, enquanto o material anterior não canônico do Universo Expandido seria reimpresso sob o estandarte Star Wars Legends.
A Disney Publishing tem sido o foco da Disney Consumer Products para lançar novas franquias. Em maio de 2014, a DPW lançou o primeiro livro da série de livros de sereia Waterfire Saga, junto com uma música e videoclipes. O primeiro acordo da Disney com o POW! Entertainment de Stan Lee resultou na série de livros The Zodiac Legacy, com o primeiro romance lançado em janeiro de 2015 pela DPW. A série de capítulos Never Girls alcançou a lista dos mais vendidos do New York Times - Série Infantil na semana de 10 de agosto. A Disney Learning lançou seu programa Disney Imaginacademy em 11 de dezembro. Naquela época, a DPW estava organizada em três unidades principais: Core Publishing, Digital Publishing e Disney Learning. Entre 2012 e 2015, o grupo de publicação digital da Disney Publishing Worldwide desenvolveu e distribuiu mais de 100 aplicativos de alto nível em Apple iOS e Google Android, tornando-se um dos maiores editores de aplicativos para crianças e famílias do mundo.
A Disney Consumer Products and Interactive Media (DCPI) foi formada em junho de 2015 como uma fusão da Disney Consumer Products e da Disney Interactive com a Disney Publishing Worldwide reportando-se aos copresidentes da DCPI. A DPW lançou Star Darlings, sua primeira franquia sob a DCPI, em 15 de setembro de 2015, com dois livros.
Em outubro de 2015, a Disney Publishing anunciou o lançamento do selo Freeform para coincidir com o relançamento da ABC Family como Freeform. Essa marca seria liderada pela editora-chefe e editora associada Emily Thomas Meehan e se concentraria em ficção e não ficção para jovens adultos e adolescentes, trabalhando com parceiros de canal Freeform para desenvolver novas propriedades intelectuais de autores em desenvolvimento e best-sellers. O primeiro livro da Freeform seria Two Truths and a Lie, escrito por Melissa de la Cruz e Margaret Stohl, o primeiro de uma trilogia.
A Disney-Hyperion iniciou um novo selo, Rick Riordan Presents, para leitores infanto-juvenis apresentando livros baseados em mitologia em setembro de 2016. Riordan atuaria como curador e sua editora, Stephanie Owens Lurie, seria a diretora editorial do selo. O selo foi planejado para ser lançado com dois livros em 2018. Em abril de 2017, a marca havia adquirido três títulos para seu lançamento em 2018, com direitos de áudio vendidos para a Listening Library. O primeiro livro da Riordan Presents, Aru Shah and the End of Time, foi escrito por Roshani Chokshi e publicado em abril de 2018 e é o primeiro de um quarteto de romances. Os outros dois, o romance folclórico coreano Dragon Pearl de Yoon Ha Lee e o romance Storm Runner de Jennifer Cervantes, começaram a ser lançados em setembro de 2018.
Como parte da reorganização estratégica da The Walt Disney Company em março de 2018, a Disney Consumer Products and Interactive Media foi incorporada ao segmento Walt Disney Parks and Resorts e renomeada como Disney Parks, Experiences and Products. Com a aquisição da 21st Century Fox pela Disney em agosto de 2019, as operações de publicação da National Geographic Partners, NG Media, foram transferidas para a Disney Publishing, encerrando a edição americana da revista Traveler.
Com a editora do grupo Mary Ann Naples saindo para a Hachette Books, em maio a Disney Publishing promoveu dois para assumir as funções ed Naples. Lynn Wagoner continuou como vice-presidente e editora global da franquia, acrescentando as marcas Disney Press, Marvel Press, Lucasfilm Press e Disney Editions. Emily Thomas Meehan passou de diretora, editora-chefe e editora associada do Disney Book Group a vice-presidente e editora da Hyperion, estratégia de conteúdo original e desenvolvimento de propriedade intelectual.
Em fevereiro de 2020, a Hachette Book Group adquiriu 1.000 títulos para jovens leitores do Disney Book Group. Esses livros serão relançados pela Little, Brown Books for Young Readers. Em 2022, foi anunciado que a Penguin Random House assumirá a distribuição dos títulos da Disney Publishing Worldwide a partir de 2023.

## Franquias
A Disney Publishing lançou franquias não planejadas começando com W.I.T.C.H. em 2001. A divisão educacional da DPW comprou os ativos de quadrinhos da CrossGen em novembro de 2004. A DPW foi então elaborada como uma saída para as franquias planejadas da Disney Consumer Products: Disney Fairies, Disney Bunnies (e suas extensões), a série de livros Never Girls, e aplicativos Disney Princess Palace Pets.A DPW começou a originar franquias planejadas com a Waterfire Saga em 2014 e The Zodiac Legacy e Star Darlings em 2015.
- CrossGen – adquiriu a franquia em novembro de 2004 para auxiliares de leitura e desenvolvimento de outros recursos pela Hyperion Books for Children.[16] Sua série de fantasia Abadazad foi retrabalhada como um formato híbrido de prosa/quadrinhos, lançando dois volumes em junho de 2006 de uma série planejada de oito volumes, acima dos quatro originais.[51] A franquia foi reiniciada como um selo da Marvel Comics em março de 2011.[52]
- The Kingdom Keepers – uma série de sete livros baseada nos parques da Disney apresenta guardiões holográficos lutando contra alguns dos Vilões da Disney chamados Overtakers.[53] O primeiro livro foi lançado em 29 de agosto de 2005.[18]
- Twisted Tales – começou como uma série de livros com vários autores escrevendo reviravoltas nos filmes da Disney. Os colaboradores atuais incluem as autoras Liz Braswell, Elizabeth Lim e Jen Calonita.[54]
- Star Darlings – lançado com livros de dois capítulos em setembro de 2015.[42]
- W.I.T.C.H. – lançado como uma história em quadrinhos em 2001 e expandido com um série animada em 2004.[13]
- Waterfire Saga – lançado com o primeiro romance de uma tetralogia em maio de 2014.[37]
- The Zodiac Legacy – franquia esperada lançada como uma série de livros em janeiro de 2015.[37]

## Unidades
- Core Publishing[41]
  - Disney Magazine Publishing, Inc.
    - Disney Comics

  - Disney Book Group (Disney Book Publishing, Inc.)
    - Disney·Hyperion
      - Rick Riordan Presents, impressão para leitores infanto-juvenis com livros baseados em mitologia[43]

    - Disney·Jump at the Sun
    - Disney-Lucasfilm Press
    - Disney Press
    - Disney Editions
    - Disney Libri
    - Disney Libros (Espanha)
    - Marvel Press
    - ABC Daytime Press
    - ESPN Books
    - Kingswell
    - Freeform
    - National Geographic Books
    - National Geographic Maps
- Digital Publishing - Disney Book Apps
- Disney Learning, incorporada em 7 de março de 1996 como Disney Educational Publishing, Inc., e mudou o nome em 26 de agosto de 2013 para Disney Learning[55][56]
  - Disney Educational Productions
  - Disney English
  - Disney Imagicademy é um programa da Disney Learning que consiste em um conjunto de aplicativos móveis de aprendizagem para crianças com mais de trinta aplicativos planejados. Os dois primeiros aplicativos foram o aplicativo complementar para os pais e o Mickey's Magical Math World no iPad. O aplicativo acompanhante dos pais permite que os pais acompanhem o avanço de seus filhos nos aplicativos.[40][57]

### Hyperion Books for Children
A Hyperion Books for Children (HBC) e a Disney Press foram lançadas em 1990. O Disney Publishing Group foi incorporado em janeiro de 1992 e incluía as já formadas Hyperion Books, Hyperion Books for Children, Disney Press e outras unidades. Em março de 1995, com o mercado lotado de livros da Disney, a Hyperion Books for Children fundiu-se com a Disney Press. A Hyperion Books for Children abriu um novo selo, Jump at the Sun, em setembro de 1998 para o mercado infantil afro-americano. A DPW indicou a série de quatro livros Abadazad de sua propriedade CrossGen para publicação após a compra dos ativos CrossGen sob esta marca.